# Pelletjärnarna
Pelletjärnarna är en sjö i Örnsköldsviks kommun i Ångermanland och ingår i Gideälvens huvudavrinningsområde. Sjöns area är 0,031 kvadratkilometer och den befinner sig 257 meter över havet. Pelletjärnarna avvattnas av ett namnlöst vattendrag som är ett biflöde till Borgarån och vattnet fortsätter därefter via Hemlingsån och Gideälven innan det når havet vid samhället Husum.